# Anderter Brauerei

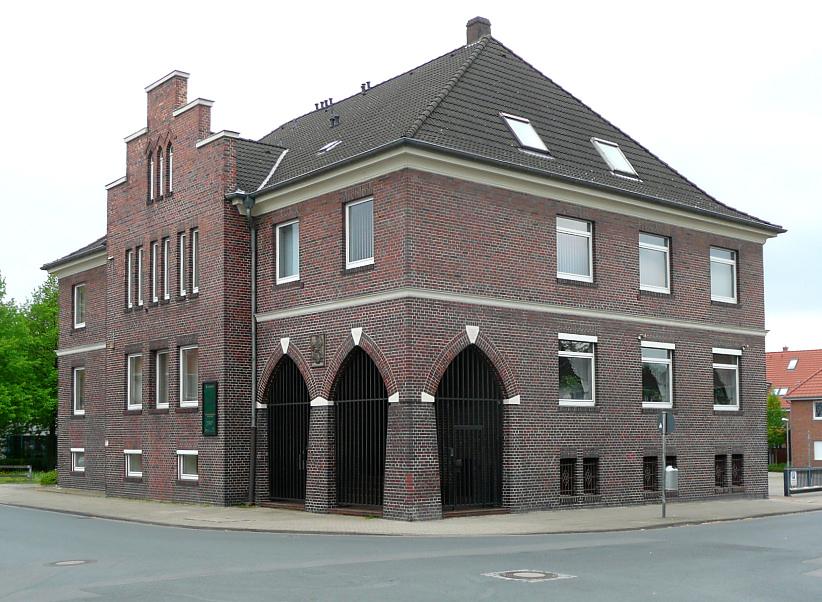
Früherer Verwaltungsbau der Brauerei Scheele im Stil des Backsteinexpressionismus

Die Anderter Brauerei (auch: Brauerei Scheele oder Scheelesche Brauerei) in Hannover wurde Anfang des 18. Jahrhunderts gegründet und gehörte zu den ältesten Brauereien der niedersächsischen Landeshauptstadt. Standort des Unternehmens war das Gelände zwischen den (heutigen) Straßen Am Tiergarten, Oisseler Straße und An der Brauerei im Stadtteil Anderten, wo unter anderem ein von Fritz Höger errichtetes und denkmalgeschütztes Verwaltungsgebäude erhalten blieb.

## Geschichte

### Anfänge ab 1727
Die freien Bauern des alten Dorfes Anderten – sie gehörten zum sogenannten „Großen Freien“ – besaßen im späten Mittelalter ein besonderes Privileg: das Braurecht. Dieses Sonderrecht zur Herstellung von Bier nahmen die einzelnen Besitzer der Hofstellen Andertens reihum abwechselnd wahr. 1727 holten die Brauberechtigen eine Genehmigung ein zur Errichtung eines eigenen Gemeinde-Brauhauses. Sie errichteten es an der (heutigen) Straße Am Tiergarten an der Stelle von „zwei stark wasserführenden Quellen“ (an der Stelle des heutigen Baues Am Tiergarten 4), die als Brunnen der Brauerei dienen sollten. Seitdem konnten die Bauern dort ihr Bier brauen, die Reihenfolge bestimmten sie per Losverfahren.
Dieses Vorgehen hatte einen entscheidenden Nachteil: Jeder Bauer braute sein eigenes Bier; es konnte sich kein einheitlicher Geschmack herausbilden und damit auch keine eigenen Marken entstehen. Zu sehr unterschied sich die Qualität der Gebräue. Die Bauern stellten die Biere seinerzeit nur selten mit ungeräriger Hefe her, für deren Vergärung eine Umgebungstemperatur von 9 bis 12 Grad eingehalten werden musste. Stattdessen produzierten sie hauptsächlich mit obergäriger Hefe. Diese ältere Form der Bierhefe benötigte zur Gärung eine Umgebungstemperatur von 15 bis 20 Grad – ein großer Vorteil zu der Zeit, in der es noch keine Kühlmittel gab oder gar Kühlschränke erfunden waren. Außerdem nahm dieser Vergärungsprozess sehr viel weniger Zeit in Anspruch. Nach der Fermentation konnte zudem der Hefeschaum leicht von der Oberfläche des Jungbieres abgeschöpft werden. Andererseits waren jedoch gleichbleibende Umgebungstemperaturen nicht immer vorhanden, war die Hefesorte häufig mit fremden Pilzen verunreinigt oder auch mit unerwünschten Bakterien. Wenn dadurch den Bauern das Bier mal wieder misslungen war, war zugleich ihr

„Hopfen und Malz verloren.“

Trotz der späteren Einstellung eines Braumeisters kam es immer wieder zu Unstimmigkeiten zwischen den brauberechtigten Bauern.
Am 26. Juni 1818, gut 90 Jahre nach dem Bau des Gemeindebrauhauses, verpachteten die Bauern daher das Gebäude an den aus Hannover stammenden Braumeister Heinrich Scheele. Sowohl die Qualität als auch Quantität des Bieres stiegen an: Scheele produzierte ein gleichbleibend schmeckendes Bitterbier ähnlich dem englischen Ale.

### Eisteich und Eiskeller ab 1850

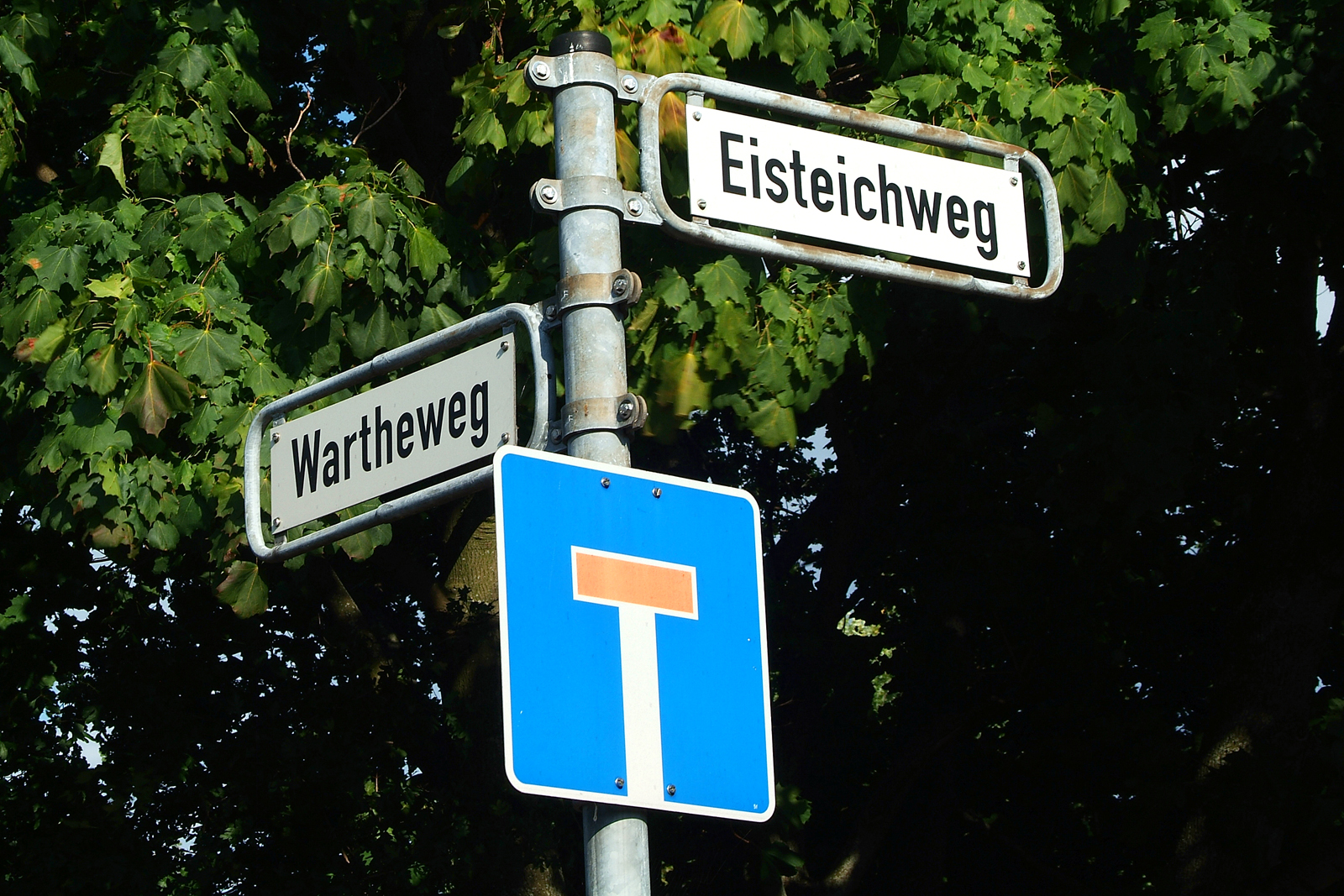
Eisteichweg Ecke Wartheweg

Nach weiteren drei Jahrzehnten legte Heinrich Scheele 1850 einen Eisteich an (am heutigen Wartheweg), um von dort Natureis als Kühlmittel zu gewinnen: Im Winter wurden Eisschollen aus dem Teich herausgesägt und -gehackt, mit speziellen Hakenstangen herausgezogen und dann mit Pferden und Kutschen in die verschiedenen Eiskeller transportiert. Bis 1885 wurde hierfür der noch heute in der Sehnder Straße vorhandene Eiskeller genutzt, anschließend der (oberirdisch errichtete) Eiskeller in der Straße An der Brauerei. Zusammen fassten sie rund 20.000 Zentner Eis. In der Weimarer Republik konnte das Eis dann ab 1924 durch einen Elevator in den Ersten Stock des Eiskellers befördert werden. Die Erben von Heinrich Scheele hatten die Brauerei bereits im 19. Jahrhundert stark ausgebaut; nicht zuletzt durch die gute Anderter Wasserqualität hatte sich das Unternehmen zu einer seinerzeit modernen Großbrauerei entwickelt.

### Demontage ab 1914
Nach dem Ausbruch des Ersten Weltkrieges mussten viele Mitarbeiter der Brauerei als Soldaten an den Kriegsfronten dienen und standen damit nicht mehr der Bierproduktion zur Verfügung. Zu Kriegszwecken wurden darüber hinaus auch die Apfelschimmel zwangsweise eingezogen, die bis dahin die Antriebskraft für den Kutschen-Fuhrpark bildeten. Schließlich wurde 1917 die Bierproduktion vollständig eingestellt – zumal die früheren Konsumenten zumeist an der Front dienten und starben. Nach der Einstellung der Produktion wurden sämtliche Edelmetalle der Brauerei demontiert und für die Rüstungsindustrie eingeschmolzen.

### Wiederbeginn in der Weimarer Republik ab 1919

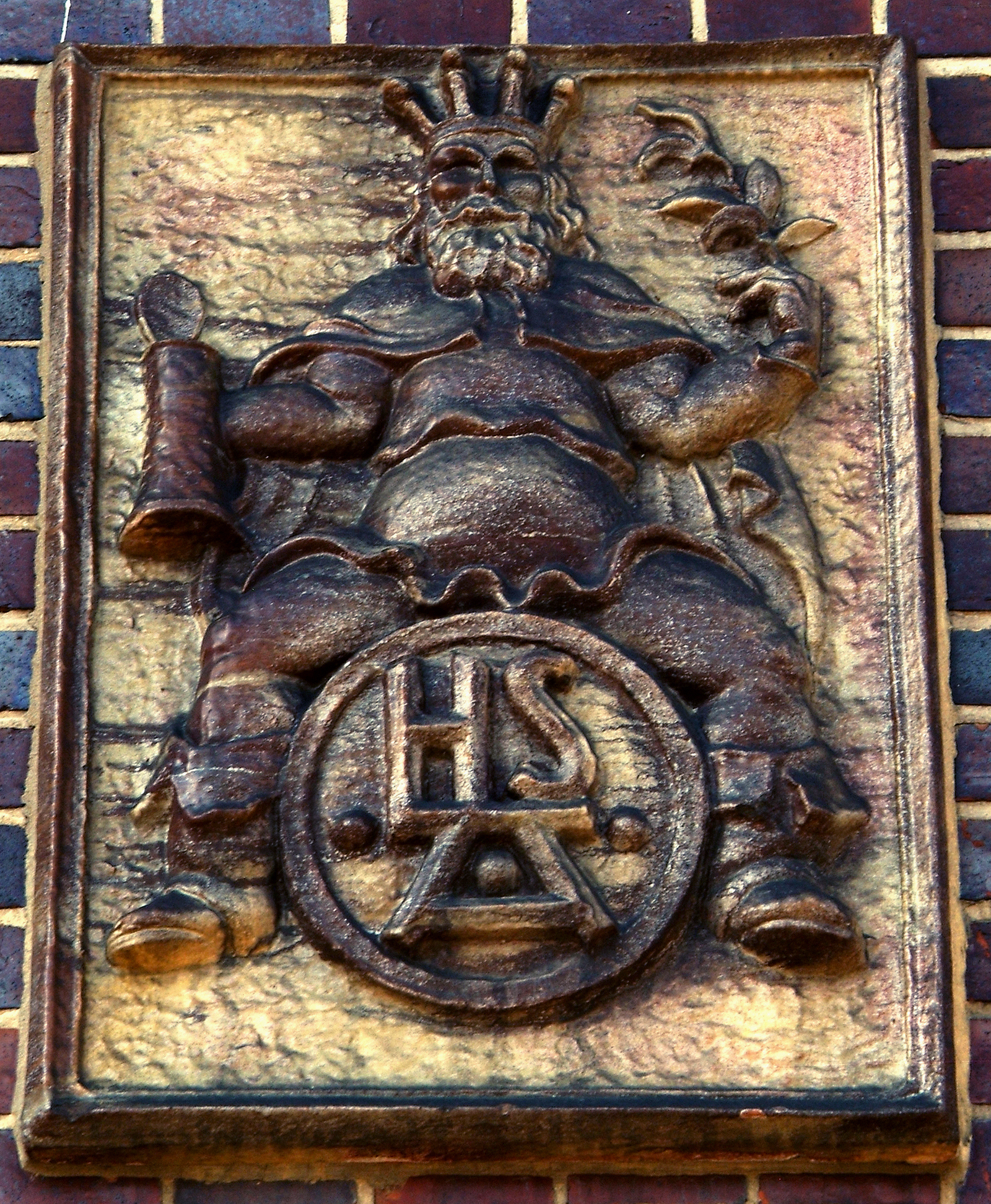
Wappen der Brauerei mit den Initialen „H S A“ für Hermann Scheele, Anderten; auf einem Bierfass sitzender Gambrinus mit Krone und Bierkrug

Nach dem Ersten Weltkrieg übernahm H. E. Scheele 1919 die „völlig demolierte Brauerei“, konnte jedoch erst 1920 die Bierproduktion wieder in Gang setzen. Zunächst musste ein neuer Brunnen gegraben werden, da die Quellen des alten Brunnens beeinträchtigt waren durch den in der Nähe mittlerweile erfolgten Bau des Mittellandkanals.
Schließlich stieg der Bierausstoß in der Weimarer Republik wieder kontinuierlich an: Die Brauerei errichtete 1927 ein Maschinenhaus und ein eigenes Verwaltungsgebäude zum 200-jährigen Jubiläum des Unternehmens (unter der heutigen Adresse Am Tiergarten 2, unter Denkmalschutz).

### Stilllegungen 1939 und 1955
Während des Zweiten Weltkrieges wurde die Scheelesche Brauerei wiederum stillgelegt, aus ähnlichen Gründen wie im Krieg zuvor. Die folgenden Luftangriffe auf Hannover verschonten jedoch zumindest Teile der ehemaligen Großbrauerei.
In den Wiederaufbaujahren fand sich nach dem Tod von Heinrich Scheele 1955 kein geeigneter Nachfolger in der Familie des Unternehmers, und so wurde die Brauerei – im Rahmen eines Konsortiums – unter anderem an die Brauerei Härke verkauft. 1956 übernahm die Herrenhäuser Brauerei unter Führung von Ernst W. Middendorff Anteile der „Brauerei Scheele“ – in der Folge wurde die Bierproduktion in Anderten eingestellt.

### Abriss, Denkmalpflege und Wappen
Nach dem Abriss des mittlerweile überflüssigen Eiskellers und seiner Nebengebäude 1980 und 1981 der Brauerei blieb vor allem der heute durch das Amt für Denkmalpflege geschützte Verwaltungsbau an der Straße Am Tiergarten 2 Ecke Oisseler Straße erhalten. An der Fassade des Gebäudes findet sich heute auch das Wappen der ehemaligen Brauerei mit den Initialen des Braumeisters Heinrich Scheele. Darüber hinaus erinnert an die Brauerei Scheele die kleine Straße An der Brauerei, die bis zum Jahr 2016 noch mit dem alten Kopfsteinpflaster befestigt war.

## Am Tiergarten 2
Unter der (heutigen) Adresse Am Tiergarten 2 errichtete der Architekt Fritz Höger im Stil des Klinkerexpressionismus 1927 ein heute denkmalgeschütztes Verwaltungsgebäude für die Scheelesche Brauerei. Das Gebäude ist ein zweigeschossiger Klinkerbau, der sich mit seiner Hauptfassade zur Straße Am Tiergarten orientiert. Ein breiter Mittelrisalit unter Treppengiebel betont die Mitte des Gebäudes. An der Südostseite des einzeln stehenden Baus bildet eine Arkade mit drei Spitzbögen eine Vorhalle zum Hauptportal. Das Gebäude wird heute (Stand: Dezember 2015) als Bürogebäude genutzt.